# هنري ميتشيل (لاعب كرة قدم أسترالية)
هنري ميتشيل (بالإنجليزية: Henry Mitchell)‏ هو لاعب كرة قدم أسترالية أسترالي، ولد في 22 نوفمبر 1874 في إسندون ‏ في أستراليا، وتوفي في 11 أبريل 1943 في Hughesdale, Victoria ‏ في أستراليا.

## وصلات خارجية
- هنري ميتشيل على موقع AustralianFootball.com (الإنجليزية)
- هنري ميتشيل على موقع AFLtables.com (الإنجليزية)